# 滋賀県立八幡工業高等学校
滋賀県立八幡工業高等学校（しがけんりつ はちまんこうぎょうこうとうがっこう）は、滋賀県近江八幡市西庄町に所在する公立の工業高等学校。略称は「八工」（はちこう）で、スローガンは「やればできる八工魂」。

## 設置学科
- 機械科
- 電気科
- 環境化学科

上記の科とは別に、工業の基礎を学び大学進学を目指す総合技術コースもある（1年の後半にコース選択がある）。

## 沿革
- 1961年（昭和36年）4月 - 旧蒲生第一中学校校舎を仮校舎として開校[2]。開校時の生徒数は機械科80名、電気科80名[2]。
- 1963年（昭和38年）4月 - 化学工業科を新設[2]。
- 1974年（昭和49年）4月 - 建築科を新設[2]。
- 1993年（平成5年）4月 - 情報電子科を新設[2]。
- 2000年（平成12年）4月 - 化学工業科を環境化学科に改編[2]。総合技術コースを新設[2]。
- 2014年（平成26年）4月 - 情報電子科・建築科の生徒募集を停止し、現在の3学科に学科再編[2]。

## 基礎データ

### 所在地
滋賀県近江八幡市西庄町5

### アクセス
JR東海道本線および近江鉄道の近江八幡駅から徒歩約20分。

### 校歌
「みずうみに答える」と題する五七調（4番のみ破調）の校歌で、作詞は黒田しのぶ、作曲は山本郁夫。

## 部活動など
県内ではラグビーの強豪校として有名で、創部（開校と同年）から2018年度までの間に27回の全国高校ラグビー大会出場経験があり、ベスト16に7度輝いている。2003年度の全国高校ラグビー大会では、その年優勝した啓光学園と対戦するまで、ノーシードからベスト16となった。

## 関係者

### 出身者
- 蔵間龍也（大相撲力士、タレント）
- 福岡幸治（ラグビー選手、元ワールドファイティングブル所属）
- 山本剛（ラグビー選手、トヨタ自動車ヴェルブリッツ所属）
- 仙波智裕（ラグビー選手、東芝ブレイブルーパス所属）
- 山本幸輝（ラグビー選手、ヤマハ発動機ジュビロ所属）
- 五十野海大（ラグビー選手、NTTドコモレッドハリケーンズ大阪所属）
- 甲斐友梨（レスリング選手）

### 教職員
- 岩出雅之（元同校教員、帝京大学ラグビー部監督）